# Serpentijn (mineraal)
Het mineraal serpentijn of clinochrysotiel is een magnesium-ijzer-fylosilicaat, een verbinding van twee fylosilicaationen met magnesium, ijzer en vier hydroxylgroepen met de molecuulformule (Mg,Fe)3Si2O5(OH)4. Het is een fylosilicaat.
Het mineraal serpentijn is, net als het gesteente serpentiniet, genoemd naar het Latijnse woord serpens, dat 'slang' betekent. De vorm waarin de mineralen gegroeid zijn in het gesteente doet denken aan de vorm van een slang. Het werd vroeger ook welt als geneesmiddel tegen slangenbeten gebruik. De andere naam voor serpentiniet, clinochrysotiel, is afgeleid van het Oudgriekse κλίνειν, klinein, 'schuin tegen iets leunen of doen leunen', χρυσός, chrusos, 'goud' en tilos, 'vezel'. Het wordt zo genoemd door de goudkleurige vezelige structuur dat het mineraal kan aannemen.
Serpentijn kan rood, geel, wit en groen zijn. De groene kleur is typisch voor het mineraal in serpentiniet. Het heeft geen regelmatig kristalrooster, het is een amorf materiaal. De hardheid van serpentijn is 2,5 tot 4 en afhankelijk van de samenstelling heeft het een massadichtheid van 2,59 kg/l. Een van deze soorten valt onder asbest. Inademen van deze soort is schadelijk voor de gezondheid.
Serpentijn is een indicatief mineraal voor serpentiniet. Serpentiniet is een mantelgesteente, dat meestal is ontstaan doordat het uit peridotiet door hydrothermale activiteit is omgezet. Onder invloed van druk en temperatuur zijn de olivijn en pyroxeen uit het mantelgesteente in serpentijn omgezet. Dit noemt men wel serpentinitisatie. De chemische reactievergelijking is:
{\displaystyle {\ce {4 Mg2SiO4 + 4 H2O + 2 CO2 -> Mg6Si4O10(OH)8 + 2MgCO3}}}
ofwel:
olivijn + water + opgelost koolstofdioxide → serpentijn + magnesiet
Serpentijn is om die reden een mineraal dat gevonden wordt in die gebieden waar mantelgesteente aan de oppervlakte is gekomen, gewoonlijk in orogene gordels. Serpentijn is in de Alpen en in Griekenland op grote schaal ontsloten.

## Serpentijnen
- Antigoriet - (Mg,Fe2+)3Si2O5(OH)4
- Chrysotiel (witte asbest)- Mg3(Si2O5)(OH)4
- Cronstedtiet - Fe2+2Fe3+2SiO5(OH)4
- Dozyiet - Mg7Al4Si4O15(OH)12

## Mineralen
- Lijst van mineralen